# Насто Илиев
Насто Илиев е български общественик от Македония.

## Биография
Насто Илиев е роден в 1837 година в град Тетово, тогава в Османската империя. В 1849 година учи в българското училище в родния си град при учителите Наум Иванов от Тетово и Гьоре Стоев от Жилче, Тетовско. Илиев е дълги години настоятел на българската черква в родния си град.
В 1917 година подписва Мемоара на българи от Македония от 27 декември 1917 година.